# Bukowo (gromada)
Bukowo – dawna gromada, czyli najmniejsza jednostka podziału terytorialnego Polskiej Rzeczypospolitej Ludowej w latach 1954–1972.
Gromady, z gromadzkimi radami narodowymi (GRN) jako organami władzy najniższego stopnia na wsi, funkcjonowały od reformy reorganizującej administrację wiejską przeprowadzonej jesienią 1954 do momentu ich zniesienia z dniem 1 stycznia 1973, tym samym wypierając organizację gminną w latach 1954–1972.
Gromadę Bukowo z siedzibą GRN w Bukowie utworzono – jako jedną z 8759 gromad na obszarze Polski – w powiecie sławieńskim w woj. koszalińskim na mocy uchwały nr 43/54 WRN w Koszalinie z dnia 5 października 1954. W skład jednostki weszły obszary dotychczasowych gromad Bukowo, Ryszczewko i Świerczyna ze zniesionej gminy Polanów oraz obszary dotychczasowych gromad Krytno, Sowno, Laski, Bożenice i Komorowo ze zniesionej gminy Lejkowo w tymże powiecie. Dla gromady ustalono 12 członków gromadzkiej rady narodowej.
1 stycznia 1958 z gromady Bukowo wyłączono wsie Sowno, Laski Pomorskie, Komorowo i Bożenice, włączając je do gromady Lejkowo w tymże powiecie, po czym gromadę Bukowo zniesiono, a jej (pozostały) obszar włączono do gromady Polanów tamże.